# آي باد إير 5
أيباد إير 5، هو حاسوب لوحي تم تصميمه وتطويره وتسويقه بواسطة شركة أبل. تم الإعلان عنه من قبل شركة أبل في 8 مارس 2022.

## التصميم وشاشة العرض
يحتوي أيباد إير 5 على شاشة شاشة عرض رتينا مقاس 10.9 بوصة ، وهي أكبر قليلاً من الجيل السابق. تبلغ دقة الشاشة 2360 × 1640 بكسل ، مما يوفر صورًا واضحة ونقية. تم تصميم الجهاز اللوحي أيضًا ليكون نحيفًا وخفيف الوزن بشكل لا يصدق ، مما يسهل حمله أثناء التنقل. يأتي أيباد إير 5 بخمسة خيارات ألوان مختلفة ، بما في ذلك الفضي والرمادي الفلكي والذهبي الوردي والأخضر والأزرق السماوي.

## المعالج والأداء
يتم تشغيل أيباد إير 5 بواسطة شريحة أبل ام 1 والتي توفر أداءً قويًا يسمح للجهاز اللوحي بتشغيل تطبيقات متعددة والتعامل مع المهام الصعبة بسهولة. يحتوي الجهاز اللوحي أيضًا على ذاكرة وصول عشوائي سعتها 4 جيجابايت ، مما يساعد على ضمان أداء سلس وسريع.
يعمل أيباد إير 5 على ايباد او اس 15.7 قابل للترقية إلى ايباد او اس 16.1 والذي يتضمن مجموعة متنوعة من الميزات المصممة لتعزيز الإنتاجية والإبداع. يدعم الجهاز اللوحي أيضًا أبل بنسل (الجيل الثاني) ، والذي يسمح للمستخدمين بالرسم وتدوين الملاحظات والتعليق على المستندات بسهولة. يدعم الجهاز اللوحي أيضًا لوحة المفاتيح السحرية (Magic Keyboard) ، والتي تتضمن لوحة اللمس للتنقل ومفاتيح ذات إضاءة خلفية ، مما يسهل الكتابة والتنقل في الجهاز.

## الاتصال وعمر البطارية
يوفر أيباد إير 5 اتصالاً سريعًا بشبكة واي فاي وإل تي إي ، مما يجعل من السهل البقاء على اتصال أثناء التنقل. يحتوي الجهاز اللوحي أيضًا على منفذ USB-C ، والذي يسمح بالشحن السريع والاتصال السهل بالأجهزة الأخرى. يتمتع أيباد إير 5 ببطارية تدوم حتى 10 ساعات.
| سبقه آي باد إير 4 | آي باد إير 5 2022 | تبعه الحالي |